# سزار ۲
«سزار ۲» (انگلیسی: Caesar II) یک بازی ویدئویی در سبک شهرسازی است که توسط سییرا اینترتینمنت و در سال ۱۹۹۵ برای پلت‌فرم مایکروسافت ویندوز منتشر شده‌است.